# تقييم عقاري
التقييم العقاري هو العلم الذي يبحث في تحديد القيمة للعقارات بكافة أشكالها من (أراضي - مساكن - متاجر - مصانع - مزارع) للوصول إلى القيمة السوقية في معظم الأحيان؛ ويعتمد الوصول للقيمة السوقية للعقارات إلى (علم وفن وخبرة) العلم يتمثل في اتباع الطرق العلمية وهي عبارة عن (بيع مقارن - رسملة الدخل للعقار التجاري - التكاليف) طريقة البيع المقارن تعتمد على علم الإحصاء لمعالجة البيوع الحقيقية الحديثة في المنطقة المحيطة للعقار المستهدف أو منطقة مشابهة بالتقييم على أن تكون العقارات المقارنة أقرب للعقار موضوع التقييم في الخصائص الكمية والكيفية ويتم عمل الضبطيات والتعديلات اللازمة وفقاً للطرق العلمية، طريقة رسملة الدخل هي الطريقة الأساسية للعقارات التجارية وتعتمد على العلوم المالية والمحاسبية والتحليل المالي للعقار حيث يتم الاعتماد للوصول إلى القيمة على تحديد صافي الدخل المتوقع من العقار بعد التأكد من المعطيات وفقاً للسوق؛ وتنشق من تلك الطريقة أساليب متعددة منها «طريقة الرسملة المباشرة» وهي عبارة عن صافي الدخل ÷ معدل الرسملة، و«طريقة خصم النقود المستقبلية» DCF عند معدل الخصم المناسب مع عدم تجاهل القيمة الأخيرة للعقار تلك الطريقة يفضل استخدام برنامج Excel. وأخيراً «طريقة التكاليف» والتي تعتمد على ثلاثة فروع من العلوم هي محاسبة التكاليف والهندسة بالإضافة إلى الإحصاء لتحديد قيمة الأرض. أو طريقة القيمة المتبقية التي تعتمد على رسملة الدخل والمحاسبة. 
يتم احتساب قيمة إنشاء العقار وقت التقييم طبقا للحالة القائم عليها (قيمة استنساخ للواقع) مع خصم الإهلاكات المتنوعة إن وجدت، 
```
منها الإهلاك القابل للأصلاح والترميم، الإهلاك الخارجي نتيجة عوامل خارجية، الإهلاك الوظيفي. ومن ثم إضافة قيمة الأرض للعقار بيع مقارن. 
```

لاستخدام الطرق العلمية سالفة الذكر يجب أن يُلم خبير التقييم بمزيج من العلوم الهامة ذات العلاقة مثل مباديء الإحصاء والاقتصاد الجزئي والكلي للتعرف على نظرية القيمة والقدرة على تحليل كل من العرض والطلب والعلوم المالية والهندسة ودراسة السوق. 
أما الفن يعتمد على كيفية تحديد الطريقة المناسبة والاعتماد على أي قيمة تم استنتاجها من العلم أو ترجيح نسب لتوفيق النتائج بين الطرق المستخدمة. والخبرة هي التي يستطيع أن يحكم بها الخبير على النتائج.
يوجد جهود عربية في شأن تنظيم مهنة التقييم العقاري والأرتقاء بها منها على سبيل المثال:
1. الهيئة السعودية للمقيمين المعتمدين[1]
2. الهيئة العامة للرقابة المالية المصرية[2]
3. هيئة الإشراف على التمويل العقاري السورية[3]، التي أصدرت قانوناً لتنظيم عملية التقييم ومزاولة المهنة.
4. في الكويت هناك اتحاد للمقيمن يندرج في عضويته عدد من المقيمين يمنح لهم الترخيص من وزارة التجارة والقائم الفعلي بأعمال التقييم البنوك وهو ما يستنكره جميع الخبراء في الوطن العربي ويعتبر مخالف لمبدأ استقلال وحيادية خبراء التقييم.
5. دولة الجزائر أول دولة أصدر قانون لتنظيم مزاولة مهنة التقييم العقاري عام 1995 تحت رقم 95/08 بأسم (تنظيم مهنة المهندس الخبير العقاري) وأقتصر عملية التقييم على المهندسين وقتها كانت الدول العربية لا تعرف الطرق والأساليب العلمية للتقييم العقاري وأهمية طريقة الرسملة والدخل في العقارات التجارية وبسبب عدم تحديث القانون تقدمت دول عربية عن دولة الجزائر في تنظيم وتطوير مهنة التقييم العقاري كالسعودية ومصر.

يوجد منظمات عالمية لوضع معايير التقييم بكافة فروعة منها:
- IVSC مجلس معايير التقييم الدولية http://www.ivsc.org/
- IACVA الجمعية العالمية للمستشارين المقيمين والمحللين http://iacva.org/
- RICS الجمعية الملكية للمساحين القانونين البريطانية http://www.rics.org/